# 张力奋
张力奋（1962年—），是一位中国记者、作家以及播音员。
张力奋出生于中国上海，1984年獲得复旦大学新闻学学士学位，之後留校任教。當時他担任了复旦新闻“8413班”的辅导员和班主任，光线传媒总裁王长田、新浪CEO曹国伟、南方报业副总编辑曹柯等人当时均是该班学生。1988年，张力奋憑藉中英友好奖学金前往英国留学。 1994年獲得萊斯特大學传播學博士学位。
张力奋曾在英国广播公司工作了10年。2003年加入金融時報，並一度出任該報的副主編以及FT中文网總編輯。2015年回到复旦大学新闻学院任教。